# Sygnaturka (podpis)

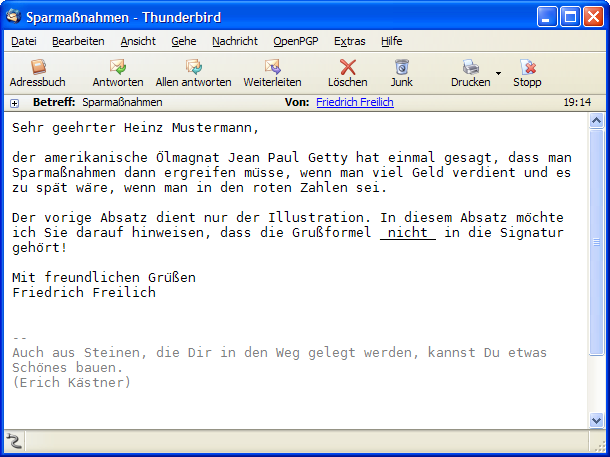
Sygnaturka – szary tekst pod treścią e-maila

Sygnaturka (w skrócie sig) – rodzaj podpisu umieszczonego na końcu wiadomości i oddzielonego od jej treści za pomocą delimitera.
Zgodnie z netykietą sygnaturka powinna liczyć nie więcej niż 4 linie po 80 znaków każda. Czasami w sygnaturkach umieszcza się ASCII-Art i wtedy mogą one być nieco dłuższe.
Poza Usenetem sygnaturki stosowane są często w poczcie elektronicznej i na forach dyskusyjnych. Występują też sygnaturki graficzne, najczęściej spotykane na forach związanych z grafiką komputerową lub z projektami BOINC. Do najbardziej rozpowszechnionych typów sygnaturek graficznych należy zaliczyć userbary.

## Dynamiczna sygnaturka
W zależności od skryptu użytego do generowania sygnaturki podpis może być zmieniany po odświeżeniu strony www bądź różny dla różnych użytkowników. Jest to cecha odróżniająca go od innych typów sygnaturek. Sygnaturka może zawierać zmienny tekst (np. adres IP użytkownika) lub obrazek (np. licznik odwiedzin strony WWW).